# Вине (Войник)
Вине (словен. Vine) — поселення в общині Войник, Савинський регіон, Словенія.
Висота над рівнем моря: 429 м.